# 田波涼子
田波涼子（1973年10月8日—）是日本東京都出生的女性模特兒及藝能人，所屬於INCENT及IDEA公司。
她於1997年加入模特兒工作，近年來她大部分在很多潮流時尚雜誌內揭載、尤其是《JJ》及《CLASSY.》月刊等等。

## 主要演出作品

### 電影
- 雨よりせつなく（2005年）
- しあわせなら手をたたこう（2005年）
- 子狐物語（2006年）

### 廣告
- 朝日啤酒代言女郎（1990年）
- 京王集團（2002年4月8日-2004年4月7日）
- 妮維雅花王
- ONWARD樫山『Vanila Confusion』（代言人）（2003年8月1日-2005年7月31日）
- 可果美『野菜汁』（代言人）（2005年3月-）
- 國泰航空・香港政府觀光局（代言人）（2005年3月15日-）
- 可口可樂 『 紅茶花傳 』（代言人）（2006年4月-）

### 時尚雜誌（模特兒）
- JJ（1997年 - 2001年10月號）
- CLASSY.（2002年3月號-2005年12月號）
- 美人百花
- Style
- MISS

## 外部連結
- （日語）IDEA Official Site - Ryoko Tanami 田波涼子 - （页面存档备份，存于） - 田波涼子官方網頁
- （日語）RYOKO TANAMI BLOG （页面存档备份，存于） - 田波涼子個人網誌